# Kościół Świętych Dziesięciu Tysięcy Rycerzy Męczenników w Sadkowicach
Kościół Świętych Dziesięciu Tysięcy Rycerzy Męczenników – rzymskokatolicki kościół parafialny należący do parafii pod tym samym wezwaniem (dekanat Biała Rawska diecezji łowickiej).

## Historia
Obecna świątynia murowana została wzniesiona w 1885 roku, dzięki staraniom księdza proboszcza Władysława Kiełkiewicza, natomiast koszty budowy pokrył dziedzic i kolator Marian Joachim Józef Zawisza Czarny – ostatni potomek rodu Zawiszów. W ścianie świątyni jest wmurowany kamień nagrobkowy fundatora i ówczesnego proboszcza. W zakrystii jest umieszczony portret Mariana Zawiszy Czarnego. Kościół został konsekrowany w dniu 7 czerwca 1891 roku przez księdza arcybiskupa Wincentego Teofila Opoiela. Świątynia nosi cechy stylów neoromańskiego i neogotyckiego i charakteryzuje się dwiema wieżami, trzema nawami i czterema ołtarzami. 

## Wyposażenie
Do zabytkowego wyposażenia kościoła należą: monumentalny krucyfiks i rzeźby czterech ewangelistów umieszczone w głównym ołtarzu oraz stylowa ambona w formie łodzi z żaglem powstałe w 1886 roku i będące dziełem Karola Szonerta. Stare obrazy pochodzą z wcześniejszej świątyni. Są to Matka Boża Częstochowska i Pokłon Trzech Króli. Rzeźbiona figura Matki Bożej Pocieszenia z Dzieciątkiem Jezus znajduje się w kaplicy bocznej (została sprowadzona z Belgii z firmy Gerarda Thonara), ornat i świecznik pochodzą z XVIII wieku, obrazy umieszczone w ołtarzach bocznych są dziełem artysty malarza włoskiego Józefa Buchbindera. W zakrystii jest umieszczony krzyż z relikwiami błogosławionego Władysława z Gielniowa – Patrona Warszawy. W 1942 roku pamiątkowe witraże w świątyni zostały ufundowane, dzięki pomocy parafian przez księdza proboszcza Jana Kołaczkowskiego. W 1953 roku kościół został zelektryfikowany przez księdza proboszcza Józefa Witka.